# Callimenellus distinctus
Callimenellus distinctus är en insektsart som beskrevs av Andrej Vasiljevitj Gorochov och Volchenkova 2005. Callimenellus distinctus ingår i släktet Callimenellus och familjen vårtbitare. Inga underarter finns listade i Catalogue of Life.